# Iglesia de San Martín (Anguciana)
La iglesia de San Martín es un inmueble de la localidad española de Anguciana, en la provincia de La Rioja.

## Descripción
El edificio se encuentra en la localidad española de Anguciana, en la provincia de La Rioja. Se menciona como iglesia parroquial del lugar en el segundo volumen del Diccionario geográfico-estadístico-histórico de España y sus posesiones de Ultramar de Pascual Madoz, donde aparece descrita con las siguientes palabras:

una igl. parr. bajo la advocacion de San Martin, servida por un cura párroco, 3 beneficiados, un sacristan y un organista: el curato es perpetuo y de nombramiento del diocesano en concurso general, correspondiendo la provision de los beneficios y la de sacristan y organista al cabildo catedral
(Madoz, 1845, p. 316)